# Carlos Pirán
Carlos José Pirán (Montevideo, 16 de novembre de 1934 - ibídem, 21 d'octubre de 2015) va ser un advocat i polític uruguaià, pertanyent al Partit Colorado.
En la seva joventut va ser funcionari en el Parlament uruguaià, al mateix temps que es va graduar com advocat en la Universitat de la República. El 1967, el president Óscar Diego Gestido el va designar com sots-secretari de la Presidència de la República (acompanyant al secretari Héctor Giorgi), càrrec que va mantenir sota el govern de Jorge Pacheco Areco, i va esdevenir un dels assessors més propers. El 1971 va passar a ser Secretari de la Presidència, en els últims mesos del període presidencial de Pacheco. En les eleccions d'aquest any va donar suport a la seva campanya de reelecció presidencial, que va resultar derrotada.
A les eleccions de 1984, que van marcar el final de la dictadura militar instaurada amb el cop d'estat del 27 de juny de 1973, va ser candidat a la Vicepresidència de la República, acompanyant la candidatura de Pacheco. A l'any següent, el nou president Julio María Sanguinetti el va designar Ministre d'Indústria i Energia, càrrec que va exercir durant un any, fins a abril de 1986. El seu nom es va esmentar novament com a candidat a vicepresident; però després d'una breu crisi interna en la UCB, va ser reemplaçat per Pablo Millor. En anys posteriors, es va allunyar del "pachequisme" i va acabar retirant-se de la vida política.